# Charles Hauter
Charles André Hauter, né le 9 juillet 1888 à Bischwiller (Bas-Rhin) et mort le 26 novembre 1981 à Strasbourg, est un universitaire et théologien luthérien français qui marque de sa personnalité le protestantisme alsacien et des générations d'étudiants.

## Biographie
Charles Hauter est issu d'une famille mennonite venue d'Allemagne, mais avec des attaches dans la région de Mulhouse. Après sa scolarité à Bischwiller, il entreprend des études de théologie à l'Université de Strasbourg. Il est notamment marqué par la pensée de Georg Simmel : lors du séjour de celui-ci à Strasbourg, il devient son élève et son assistant.
Quoique vicaire dès 1911, il est davantage attiré par l'enseignement que par le ministère pastoral. En 1919 il est nommé maître de conférences à la Faculté de théologie et en 1920 il fonde avec Antonin Causse la Revue d'histoire et de philosophie religieuses. Il soutient une première thèse sous le titre Religion et réalité (1922), puis sa thèse de doctorat, Essai sur l'objet religieux (1929), qui témoigne de l'influence de la phénoménologie selon Husserl. En 1923 il a publié en outre un petit livre, Le problème sociologique du protestantisme.
Replié à Clermont-Ferrand avec ses collègues de l'université, il participe à la fondation en 1941 d'une antenne locale du Cercle Fustel de Coulanges. Il publie en 1942 avec Jean-Daniel Benoît, Henri Clavier, Pierre Scherding et Henri Strohl, L'Esprit du culte protestant. Pendant cette période, son fils André, engagé dans la Résistance, est arrêté, puis fusillé. À la suite d'une dénonciation, il est lui-même emprisonné et déporté au camp de concentration de Buchenwald le 1er janvier 1944.
Il surmonte ces épreuves et devient doyen de la Faculté à son retour à Strasbourg. Il prend également une part active dans l'administration de l'université et les instances ecclésiastiques, non sans rencontrer d'opposition. Il milite en outre au sein du Parti démocratique alsacien, aux côtes de Charles Frey et Charles Altorffer.
En 1919 Charles Hauter a épousé Anne Schwendener, fille et sœur de pasteur. Le couple a eu quatre enfants.